# Frank Morley
Frank Morley (9 septembre 1860 — 17 octobre 1937) est un mathématicien, connu principalement pour son enseignement et pour ses recherches en algèbre et en géométrie. Il a en particulier prouvé le théorème de Morley en géométrie plane.
Il a dirigé plus de cinquante doctorants et il est dit de lui : « […] une des figures les plus marquantes du groupe relativement restreint d'hommes qui a initié ce développement qui, de son vivant, a mené les mathématiques aux États-Unis d'une position mineure à sa place actuelle dans les astres. »

## Biographie
Morley est né à Woodbridge dans le Suffolk, Angleterre. Il est le fils d'Elizabeth Muskett et Joseph Roberts Morley, quakers, qui tiennent un magasin de porcelaine. Après ses études secondaires à la Woodbridge School (en), Morley s'inscrit au King's College (Cambridge) dont il est diplômé en 1884.
En 1887, Morley se rend en Pennsylvanie. Il enseigne au Haverford College jusqu'en 1900, puis devient directeur du département de mathématiques de l'Université Johns-Hopkins. Il publie entre autres Elementary Treatise on the Theory of Functions (1893), avec James Harkness et Introduction to the Theory of Analytic Functions (1898). Il est président de l'American Mathematical Society de 1919 à 1920 et dirige l'American Journal of Mathematics de 1900 à 1921.
En 1933 son fils Frank Vigor et lui publient Stimulating Volume, Inversive Geometry,. Le livre développe l'utilisation des nombres complexes comme outils pour la géométrie et les fonctions.
Il est un bon joueur d'échecs et remporte une fois une victoire contre le champion du monde Emanuel Lasker.
Il meurt à Baltimore, Maryland en 1937 à l'âge de 77 ans.
Il est le père du romancier Christopher Morley, du vainqueur du prix Pulitzer Felix Morley (en) et du mathématicien Frank Vigor Morley.

## Publications
- 1893 : (avec James Harkness) A treatise on the theory of functions (New York: Macmillan)
- 1898 : (avec James Harkness) Introduction To The Theory of Analytic Functions (G.E.Stechert And Company)
- 1919 : On the Lüroth Quartic Curve
- 1933 : (avec son fils Frank Victor) Inversive Geometry, Ginn & Co. (en)